# Freed from Desire
Freed from Desire è una canzone scritta e registrata dalla cantautrice italiana Gala in collaborazione con Maurizio Molella e Filippo Carmeni (in arte Phil Jay), i quali hanno prodotto la canzone che è stata pubblicata nel 1996 come primo singolo dal suo primo album Come into My Life.

## Successo commerciale
Freed from Desire ha riscosso grande successo in molti paesi europei, raggiungendo la posizione numero 1 in Francia e Belgio. Il brano è uscito nel Regno Unito nel luglio 1997 raggiungendo la posizione numero 2 e rimanendo 8 settimane nella top 10, 14 settimane in totale nella top 75. In conseguenza di questo successo Gala ha ricevuto il disco di diamante in Francia, il disco di platino nel Benelux e il disco d'oro nel Regno Unito.

## Cover e versioni alternative
Nel 2005 il cantante israeliano Sagi Rei ha inserito una sua versione di Freed From Desire nell'album Emotional Songs.
Nel 2016 Gala ha registrato una versione acustica di Freed from Desire ai Les Studios Saint Germain di Parigi, per il film Un amore all'altezza (Un homme à la hauteur), diretto da Laurent Tirard con Jean Dujardin, pubblicato a maggio 2016. Nella stesso anno, il duo elettronico inglese Blonde ha fatto un remix della canzone che è entrata nella Top 10 del Regno Unito e nella Top 10 di iTunes.

### Uso nello sport
A partire dall'inizio degli anni 2010 la base della canzone è stata riadattata dai tifosi di diverse società calcistiche, che l'hanno utilizzata come coro da stadio.
Il primo esempio noto è del 2012, quando i tifosi dello Stevenage hanno riadattato il ritornello in "Freeman's on fire, your right back is terrified!". Seguendo questo esempio, nel 2016 il coro è stato adottato da altri tifosi di squadre inglesi come il Newcastle Utd per l'attaccante Aleksandar Mitrović e il Leicester City per Jamie Vardy. Nello stesso anno, durante il Campionato europeo di calcio 2016 in Francia, la base della canzone è stata usata anche dai tifosi della Nazionale nordirlandese per intonare il coro "Will Grigg's on fire", in onore dell'attaccante Will Grigg, già usato dai tifosi del Wigan.
Due anni dopo, in occasione del campionato del mondo 2018, è stata usata dai tifosi della nazionale belga come inno non-ufficiale durante tutta la competizione; mentre nell'anno seguente ha iniziato ad affermarsi in Italia grazie ai tifosi della Fiorentina, che cambiarono il testo del ritornello con Bombe nell'aria e Firenze caricava diventando un coro abituale della Curva Fiesole, tra i tifosi della Salernitana che cambiarono il testo del ritornello con Sono nato Pisciaiuolo, e poi da i tifosi del Potenza con Il mio Potenza.
Nel gennaio 2022 tramite un sondaggio online la canzone è stata scelta dai tifosi del club australiano del Melbourne Victory come canzone da riprodurre nel post-partita in caso di vittoria casalinga.
Più tardi, nel giugno 2022, il brano è stato "rivisitato" dai tifosi del Milan nel ritornello in "Pioli is On Fire", dai tifosi dell'Udinese con il coro "Forza Udinese, la Nord che te lo chiede" e dai tifosi del Palermo, impegnati per i playoff di Serie C della propria squadra, in "Siamo il Palermo e per questo noi cantiamo". Nella stessa stagione, anche i tifosi del Manchester Utd hanno rivisitato la canzone per intonarci un coro in cui criticavano la difesa di Harry Maguire modificando il ritornello con "Harry Maguire, your defense is terrifying".
Nella stagione 2022-2023 del campionato italiano di Serie A, il brano è stato rivisitato in chiave di umorismo nero dagli ultras di molteplici squadre in un coro contro i tifosi del Napoli e del Vesuvio, vulcano quiescente situato nel Golfo di Napoli, nonché dagli stessi tifosi partenopei in modo provocatorio e ironico contro gli ultras delle squadre avversarie. 
Anche in occasione del campionato del mondo 2022 in Qatar, negli stadi qatarioti viene riprodotta questa canzone al termine di ogni partita del mondiale.
Nel 2025 viene scelta come brano di presentazione del nuovo mondiale per club.

## Classifiche
| Classifica (1996-2023) | Posizione massima |
| ---------------------- | ----------------- |
| Austria                | 16                |
| Belgio (Fiandre)       | 1                 |
| Belgio (Vallonia)      | 1                 |
| Danimarca              | 7                 |
| Francia                | 1                 |
| Germania               | 14                |
| Irlanda                | 2                 |
| Italia                 | 2                 |
| Lituania               | 85                |
| Paesi Bassi            | 6                 |
| Regno Unito            | 2                 |
| Svezia                 | 42                |
| Svizzera               | 13                |